# Метјуз (Џорџија)
Метјуз (енгл. Matthews) насељено је место без административног статуса у америчкој савезној држави Џорџија.

## Демографија
По попису из 2010. године број становника је 150.
| Група             | 2000.    | 2010.      |
| Белци             | 0 (0,0%) | 99 (66,0%) |
| Афроамериканци    | 0 (0,0%) | 43 (28,7%) |
| Азијати           | 0 (0,0%) | 0 (0,0%)   |
| Хиспаноамериканци | 0 (0,0%) | 8 (5,3%)   |
| Укупно            | 0        | 150        |